# چاه کرگز
چاه کرگز یک منطقهٔ مسکونی در ایران است که در دهستان نه واقع شده‌است.